# Regressiv skatt
Regressiv skatt är en beteckning på en skatt vars andel av inkomsten minskar ju högre inkomsten är. En regressiv skatt innebär att låginkomsttagare i förhållande till sin inkomst får se en större andel av sin inkomst gå till skatt. Regressivitet kan antingen vara en följd av avtagande skattesatser i takt med att skattebasen ökar, eller skatteuttag på skattebaser som inte är relaterade till inkomster. 
Exempelvis finns i vissa länder inkomstskatteuttag som bara tas ut på den del av inkomsten som är lägre än en viss inkomstnivå och därefter minskar som skatteprocent eller inte tas ut alls.[källa behövs] Ett annat sätt som regressivitet ur ett inkomstperspektiv kan uppstå är i ekonomier som tar ut moms eller punktskatter som energiskatt och alkoholskatt. Under ett antagande att en höginkomsttagare och en låginkomsttagare konsumerar lika mycket alkohol och därmed betalar lika mycket alkoholskatt är skatteuttaget för alkoholskatt större som andel av inkomsten för låginkomsttagaren. 